# Zuzwil, Bern
Zuzwil är en ort och kommun i distriktet Bern-Mittelland i kantonen Bern, Schweiz. Kommunen har 545 invånare (2023).